# São Miguel do Fidalgo
São Miguel do Fidalgo est une municipalité brésilienne située dans l'État du Piauí.